# Rachel Griffiths
Rachel Anne Griffiths (Melbourne, 4 giugno 1968) è un'attrice australiana, candidata al premio Oscar alla miglior attrice non protagonista nel 1999 per Hilary & Jackie.

## Biografia
Figlia di Ann ed Edward Griffiths, a 11 anni interrompe per anni il rapporto con il padre dopo che questo aveva lasciato la famiglia, crescendo così con la madre e il fratello, Ben, istruttore di sci. Nel 1994 la Griffiths recita al fianco di Toni Collette nel film di P.J. Hogan Le nozze di Muriel. Dopo alcuni altri film torna a lavorare con lo stesso Hogan nel 1997, ottenendo una parte ne Il matrimonio del mio migliore amico. Nel 1998 recita con Emily Watson in Hilary e Jackie e ottiene una candidatura all'Oscar alla miglior attrice non protagonista per la sua interpretazione di Hilary du Pré. In seguito recita nel ruolo dell'isterica madre di Johnny Depp in Blow, inoltre partecipa ai film Un sogno, una vittoria e Ned Kelly. 
È nota soprattutto per la sua partecipazione alla serie tv Six Feet Under, dove dal 2001 al 2005 ha interpretato Brenda Chenowith. Dopo la fine della serie ha recitato nel film Step Up ed è una dei protagonisti di un'altra serie, Brothers & Sisters, dove recita nel ruolo di Sarah Walker-Whedon. Per le sue performance in queste serie tv ottenne diverse candidature ai Golden Globe ed Emmy Awards.

## Vita privata
È sposata con l'artista australiano Andrew Taylor e ha tre figli: Banjo Patrick (2003), Adelaide Rose (2005: nata in California ha la doppia cittadinanza, australiana e americana) e Clementine Grace (2009).

## Filmografia parziale

### Attrice

#### Cinema
- Le nozze di Muriel (Muriel's Wedding), regia di P. J. Hogan (1994)
- Figli della rivoluzione (Children of the Revolution), regia di Peter Duncan (1996)
- Jude, regia di Michael Winterbottom (1996)
- Pazzi per Mozart (Cosi), regia di Mark Joffe (1996)
- Il matrimonio del mio migliore amico (My Best Friend's Wedding), regia di P. J. Hogan (1997)
- Divorcing Jack, regia di David Carrell (1998)
- Hilary e Jackie (Hilary and Jackie), regia di Anand Tucker (1998)
- Fra i giganti (Among Giants), regia di Sam Miller (1998)
- Nei panni dell'altra (Me Myself I), regia di Pip Karmel (1999)
- Blow, regia di Ted Demme (2001)
- Blow Dry, regia di Paddy Breathnach (2001)
- Un sogno, una vittoria (The Rookie), regia di John Lee Hancock (2002)
- Il colpo perfetto (The Hard Word), regia di Scott Roberts (2002)
- Le avventure di Pollicino e Pollicina (The Adventures of Tom Thumb and Thumbelina), regia di Glenn Chaika (2002)
- Ned Kelly, regia di Gregor Jordan (2003)
- Step Up, regia di Anne Fletcher (2006)
- Beautiful Kate, regia di Rachel Ward (2009)
- Saving Mr. Banks, regia di John Lee Hancock (2013)
- Patrick: Evil Awakens, regia di Mark Hartley (2013)
- Mammal, regia di Rebecca Daly (2016)
- La battaglia di Hacksaw Ridge (Hacksaw Ridge), regia di Mel Gibson (2016)
- Osiride - Il 9º pianeta (Science Fiction Volume One: The Osiris Child), regia di Shane Abbess (2016)
- Tutti tranne te (Anyone But You), regia di Will Gluck (2023)

#### Televisione
- Six Feet Under – serie TV, 63 episodi (2001-2005)
- Rake – serie TV, 1 episodio (2010)
- Brothers & Sisters - Segreti di famiglia (Brothers & Sisters) – serie TV, 101 episodi (2006-2011)
- Barracuda – miniserie TV (2016)
- When We Rise – miniserie TV (2017)
- The Wilds – serie TV (2020-2022)

### Regista
- La campionessa (Ride Like a Girl) (2019)

## Doppiatrici italiane
Nelle versioni in italiano delle opere in cui ha recitato, Rachel Griffiths è stata doppiata da:
- Roberta Pellini in Six Feet Under, Comanche Moon, Step Up, Brothers & Sisters - Segreti di famiglia, Saving Mr. Banks, When We Rise, Tutti tranne te
- Eleonora De Angelis ne Il matrimonio del mio migliore amico, Nei panni dell'altra
- Pinella Dragani in Divorcing Jack, Blow
- Tiziana Avarista in Very Annie Mary
- Alessandra Cassioli ne Le nozze di Muriel
- Sabrina Duranti in Figli della rivoluzione
- Claudia Catani in Jude
- Laura Boccanera in Hilary e Jackie
- Barbara Castracane in Blow Dry
- Francesca Guadagno in Un sogno, una vittoria
- Anna Cugini in La battaglia di Hacksaw Ridge
- Renata Bertolas in The Wilds

## Riconoscimenti
- Premio Oscar
  - 1999 – Candidatura alla miglior attrice non protagonista per Hilary e Jackie